# Грималди
 Тази статия е за владетелската династия.  За английския актьор вижте Джоузеф Грималди.  За селото в Южна Италия вижте Грималди (Италия).
Грималди (Grimaldi) е древен аристократичен род, чийто най-важен клон управлява Княжество Монако от XIV век до наши дни.
Основан през XII век от генуезкия консул Грималдо Канела, домът става главният представител на партията на гвелфите в Лигурия заедно с Дом Фиески и един от четирите основни на Генуезката република през същите векове заедно с гибелините – техните съперници от домовете Дория и Спинола. Забогатели от морска и търговска дейност, Грималди се превръщат в част от феодалната аристокрация след участието си в генуезкото завладяване на Ривиера ди Поненте, ставайки господари на Стела (1251) и Прела (1252), а по-късно и на Бьой (1315), Вентимиля (1329-1335), Мантон (1346), Монако (1341-1346), Гатиер и Серанон (1377). През 1419 г. си възвръщат господството на Монако окончателно.
В Генуа сформират един от 28-те благороднически „консорциуми“ (на итал. alberghi dei nobili), приети след реформата на Републиката от 1528 г., при която различни генуезки фамилии (като Де Кастро, Дурацо, Чебà, Олива и други) приемат фамилното име „Грималди“ заедно със собственото си, според традицията, до мира от Казале от 1576 г., когато консорциумите са окончателно заличени.
Дом Грималди се разделя на различни клонове, някои с княжески, херцогски и маркизски титли, включително тези на Джераче, Салерно, Пагани, Кампаня, Еболи, Антиб, Кастроново и други, главно в днешни Италия, Франция и Испания.
Известният клон на Монако изчезва по мъжка линия през XVII век след смъртта на принц Антоан I Грималди. Въпреки това дъщеря му и негова наследница Луиза-Иполита се омъжва за Жак Франсоа Леонор Гойон дьо Матиньон, който след смъртта ѝ става княз на Монако jure uxoris, приемайки името и герба на Грималди и по този начин осигурявайки приемствеността на семейството. На свой ред този клон изчезва по мъжка линия през XX век със смъртта на принц Луи II Грималди през 1949 г., но династията отново продължава по женска линия благодарение на дъщеря му Шарлот, която се омъжва през 1920 г. за граф Пиер дьо Полиняк, който чрез брачен договор приема името и герба на Грималди; настоящият суверенен принц Албер II произлиза от Шарлот и Пиер.

## История

### Произход
Има различни хипотези за древния произход на рода. Според някои родоначалникът е Гримоалд II, според други той е Франческо Мария Емануеле Гаетани, маркиз на Вилабианка, а според трети произходът е още по-древен. Въпреки това първият, за когото има определени исторически сведения и следователно се счита за родоначалник, е консулът Отоне Канела, баща на Грималдо Канела, генуезки държавник, живял по времето на първите кръстоносни походи. Той е консул на Комуна Генуа през 1162, 1170 и 1184 г. Появява се сред свидетелите на акт, подписан от членовете на семейството, в който се намира "nomen gentis" Грималдо (повтарящо се име, започващо от сина) и във всеки случай принадлежи към феодалната аристокрация, която през XI век започва да живее в рамките на градските стени, ставайки част от „консулската“ аристокрация.

### Древен генуезки род
Домът, след първите подвизи на консула Грималдо Канела, намира в лицето на неговия син Оберто I Грималди (* ок. 1140, † 1252) истинския основоположник на богатството и властта на семейството – той се занимава с морски търговски трафик и с политическия живот на Генуа. Неговите четирима сина Грималдо (II) (* ок. 1210, † сл. 1257), Инго (* 1210, † 1235), Оберто (II) (жив 1233-1258) и Никола († пр. 1258) са родоначалници на четири клона на семейството. По време на своята епоха Грималди стават една от най-богатите и могъщи родове в Генуа.
Въвлечени във войните между гвелфите и гибелините, те често са заточавани и след това приемани отново, често живеейки в тези години като бунтовници, пирати и врагове на своя град. През XIV век са сред гвелфите.
В годините на Ланфранко († 1293), генуезки политик, на синовете му Рение (I) (* 1267, † 1314), прочут военен и адмирал, и Бартоломео произхожда калабрийският клон на Франсоа (на итал. Франческо или Франческино), известен като „Хитрия“ († 1309), който успява да превземе Монако (1297).
Между XIII и XV век обаче родът, превърнал се в един от четирите най-големи генуезки рода (с Дория, Спинола и Фиески), се разпростира и извън границите на Генуезката република, генерирайки известни клонове, като този на династията на господарите и след това князете на Монако.
През 1528 г. те създават десетия благороднически консорциум на Генуезката република.

### Господари на Монако
Клонът на Грималди всъщност получава Монако още в края на XIII век, но истинският основател на господарството е Шарл I от Монако, известен като „Велики" (* 1357, † 1363), който е първият господар на Монако (1341-1357), военен и виден политик на своята епоха.
Неговият правнук Жан I от Монако (* 1382, † 1454), господар на Монако (1419-1454), оставя в завещанието си разпоредбата (приложена три пъти), според която при липса на мъжки наследници съпругът или потомката на Грималди трябва да приеме фамилията и герба, за да наследи трона на Монако. Правилото е приложено за първи път с неговата внучка Клодин (* 1451, † 1515), гоподарка на Монако (1457-58), която абдикира след брака си с братовчед си Ламбер Грималди д'Антиб (* 1420, † 1494). С него господството на Монако придобива автономия, въпреки че често трябва да жонглира между различните сили на времето (Франция и Испания преди всичко) и с Генуа, често враждебна.
Сред най-важните господари от тази епоха са Огюст Грималди (* 1523, † 1532) и неговият племенник Оноре I (* 1532, † 1581), които се свързват с Испания, също чрез Грималди от Генуа, с които продължават да имат близки отношения. Като награда за лоялността си към Испания те получават титлите на маркизи над Кампаня, графове на Каноза, господари на Терлици, Монтеверде, Рипакандида и замъка Гараньоне, всички под феодална администрация и поставени в различни провинции на вицекралството на Неапол.

### Принцове на Монако
Оноре II (* 1597, † 1662) се провъзгласява за първия суверенен принц на Монако през 1612 г. Този факт маркира политически преминаването под егидата на Кралство Франция (1642), с която домът е свързан по траен начин. Чрез тази връзка Грималди виждат признаването от страна на френската корона на важни владения във вътрешността на страната, като Херцогство Валантиноа в Дофине, държано от 1641 г. след договора от Перон.
Неговият правнук Антоан I (* 1701, † 1731) е последният суверенен княз на Монако, пряк мъжки потомък на династията Грималди. Дъщеря му Луиза-Иполита, единствената суверенна принцеса, в противоречие с желанията на баща си и семейните династични правила, не се омъжва за братовчед от дома, а за френския благородник Жак Франсоа-Леонор дьо Гойон дьо Матиньон, който става принц на Монако с името на Жак I, приемайки фамилията и герба на Грималди. Така възниква вторият дом на Грималди (дьо Гойон дьо Матиньон Грималди, на фр. de Goyon de Matignon Grimaldi), който управлява от 1731 до 1949 г., изчезвайки с Полиняк Грималди (третия дом), започнат от принц Рение III (* 1923, † 2005). След смъртта си Рение III е наследен от принц Албер II.

## Кадетски клонове
През вековете родът Грималди се разклонява в различни области на Италия и също има потомци в други области на Европа. Има клонове в Калабрия с маркизите на Семинара, в Сицилия с титлата „принцове на Ксируми“, от които е модиканският кадетски клон на бароните на Каламенцана, които изчезват през 20 век, в Испания, в Болоня, в Кариняно и в Генуа. Има и клон в Лондон, наречен „маркизи Грималди ди Белфорте“, които изчезват през XIX век, клон в Лацио и Корсика, който се появява през XIII век в Ифрикия, клон в Больо, който през XVI век включва губернаторa на Ница и чиито членове живеят в продължение на векове като феодални владетели на Савойския дом, както и други второстепенни клонове като тези в Кампания, Торе Анунциата, Кава и Пагани.

### Грималди от Сицилия
Членове на Грималди преминават през Сицилия най-малко два пъти. Анри е основателят на семейство Грималди от Ена и е син на Шарл, господар на Мантон. Анри е шамбелан и съветник на крал Мартин I Арагонски и получава през 1396 г. като компенсация за услугите си баронствата Скибилини и Поликарини (1396), а на следващата година му са дарени баронството и замъкът Боцета , кастеланството и кралският замък Кастроджовани (1397), на които е направен губернатор, и е награден с военен пояс; той е баща на Симоне, Пиетро и Пино, от които се разклоняват три различни семейства:
- Симоне е барон на Ризикала и Каранчара. От неговия клон произхождат Енрико Грималди, барон на Ризикалà и на Джерачело, jure uxoris с Буонаколта ди Пиаца; Бернардо, барон на Ризикала (1481), Симон от рода на бароните на Галици, Каропепе и Фавара, Джорджо, генерален капитан на принца на Монако, т.е в служба на Карл V [17], Пиерандреа, барон на Санта Катерина, Пиерандреа, първи княз на Санта Катерина чрез отстъпка на Филип IV (1625), който го почита, третирайки го като кръвен роднина и давайки му титлата „княз на замъка Грималди“. Най-възрастната линия изчезва през 1802 г. с Емилия Грималди, съпруга на Диего Джардина, маркиз на Санта Нинфа, чиито титли след смъртта на трите му деца, обявени за запрещени поради слабоумие, преминават директно към съребрената линия, представлявана от Грималди, барони на Джерачело, в лицето на на дон Джузепе Мария Грималди и Гравина, признат с гореспоменатата титла през 1853/60 г. и регистриран в големия регистър на Хералдическия съвет на Кралството през 1871 г., човек с големи заслуги, любител на хералдиката и на родните си старини. Днес този клон е представен от Валво Грималди от Джерачело[18] близо до Ена;
- Пиетро, барон на Боцета от 1416 г. Клонът изчезва при принцовете на Валгуарнера поради брака на Катерина, единствената дъщеря на Джузепе Грималди – барон на Боцета, с Франческо Грифео, от когото има син – Джузепе Грифео Грималди († 1654) и дъщеря Антония Груфео Грималди, съпруга на Франческо Валгуарнера Арингети, принц на Валгуарнера;
- Пино, койтон дава начало на родословието на бароните на Ситибилини – клон, койо също изчезва през XVII век в семейство Тригона, маркизи на Флореста, продължавайки съребрената линия, представена от Енрико Грималди Лонги ди Кастроджовани.

Вторият Грималди, който преминава през Сицилия, е през 1554 г. Агостино Грималди, син на Франческо Паоло от линията Грималди, наречена Кавалерони ди Генуа, от която произхожда кардинал Джироламо Грималди-Кавалерони. Агостино е барон на Сан Джовани, живеещ в Сиракуза и след това в Модика, където семейството му се установява, придобило баронства Ксируми, Серавале, Никима или Нискима, дел Боско, Калемезано, Пиомбо, Бонкамеро и Делия. В този клон има рицари от ордените на Монтеза и Малта, както и Карло Грималди е Росо, направен принц Грималди от крал Карлос II през 1692 г. Впоследствие семейството се премества в Минео, откъдето най-накрая се установява в Катания, представляван от принц Франческо Грималди е Колона, барон на Серавале, най-големият брат на принц Джовани Грималди, камерхер на Фердинанд II, шамбелан на Великия херцог на Тоскана, рицар на Малтийския орден, който умира бездетен, оставайки в Модика като второстепенна линията на бароните на Каламецано. Грималди от Серавале все още живеят в Катания и притежават владението на Ксируми с прилежащия му замък. Някои учени се съмняват дали споменатият Агостино действително е принадлежал на Дом Грималди.

### Грималди от Антиб
Клонът на Грималди от Антиб произхожда през XIII век от Инго Грималди, син на Оберто, чийто представител Ламбер получава господството на Монако, като се жени за своята роднина Клодин Грималди.
Линия, произлизаща от същия клон, към който принадлежат графовете на Поджето през 1704 г. с основател Никола Грималди, все още има многобройни потомци. Друг клон се слива със Скати Грималди през XIX век.

### Грималди от Калабрия
Ланфранко (* нач. XIII век, †1293), подест на Пиаченца, един от важните хора на Комуна Генуа, е син на Грималдо II и Ориета де Кастро. Той се жени за Аурелия дел Карето (чиито баба и дядо по майчина линия са Фридрих II Швабски и Аделхайд фон Урслинген), от която има Рение I, Бертоне, Андаро и Антонио. Рение I († 1267), който е най-големият от братята, е господар на Монако и предава властта на своите наследници. От Бертоне († 1323), непървороден син на Ланфранко, който е вицекрал на Калабрия (1310), произхожда клонът на Грималди от Калабрия през XIV век. По-долу е родословието.
- Грималдо II, съпруг на Ориета де Кастро;
- Ланфранко Грималди, генуезки патриций, подест на Пиаченца, съпруг на Аурелия дел Карето;
- Бартоломео I, известен като Бертоне I (* XIII, † ок. 1325), генуезки патриций и вицекрал на Калабрия, съпруг на Костанца дел Балцо;
- Бартоломео II Грималди, известен като Бертон II (* XIII, † пр. 1379), генуезки патриций, 1-ви господар на Месимери, отмъстител на Калабрия, съпруг на Катерина Емануела Фиески и на Бигота;
- Никола Грималди (14 век), 2-ри господар на Месимери, генуезки патриций, съпруг на Елеонора Карачоло и на Чикарела д'Акуино;
- Джовани I Грималди (* 14, † 15 век), роден от 2-ри брак, 3-ти господар на Месимери, генуезки патриций, съпруг на Витория (или Лаура) Карафа;
- Лука Грималди (15 век), 5-ти господар на Месимери, генуезки патриций, съпруг на Диана Сансеверино;
- Джовани II Грималди († 1532), 6-ти господар на Месимери, генуезки патриций, съпруг на Луиза Мурга, Диана Вентимиля и Мария Франческа Карачоло;
- Фердинандо Грималди († 1558), 7-ми господар на Месимери (1534-1558), съпруг на Санта Грималди (негова братовчедка);
- Джовани III Грималди, известен като Джованоло, 8-ми господар на Месимери, 1-ви господар на Купари, съпруг на Франческа Мунджо и на Лукреция Филипоне;
- Джакомо Грималди († 1592), 9-ти господар на Месимери, 2-ри господар на Купари, съпруг на Диана Масафери (или Капитани).
- Пиетро Грималди († 1666), 5-ти господар на Купари (наследен от брат си Джовани), съпруг на Мария Олива;
- Джакомо Грималди († 1699), 6-ти господар на Купари (1666);
- Джеронимо Грималди, 7-ми господар на Купари (1699);
- Антонио Грималди, 8-ми господар на Купари, съпруг на Анна Мария Дзерби;
- Пио Грималди, 9-ти господар на Купари, генуезки маркиз и патриций, съпруг на Порция Грималди (негова роднина) от клона Грималди ди Полистена;
- Доменико Грималди (* 15 февруари 1734, † 5 ноември 1805), италиански икономист, предприемач и философ
- Франческо Антонио Грималди (* 1741, † 1784), известен философ, писател и поет, съпруг на графиня Аврора Барнаба; двамата са както генуезки маркизи, така и патриции (от 1767 г.); .

Следователно господарите на Грималди от Месимери принадлежат към клона на Грималди от Калабрия; от тях произлиза линията Семинара (по-късно призната в титлата на маркизи), която включва Франческантонио Грималди (* 1741, † 1784), юрист, и Доменико Грималди (* 1734, † 1805), синове на маркиз Пио Грималди от принцовете на Монако.
Други клонове са тези на Грималди от Кротоне и Катандзаро, чийто виден представител е министър Бернардино Грималди (* 1839, † 1897).
Порция е дъщеря на маркиз Франческантонио Грималди от принцовете на Монако и на съпругата му графиня Аврора Барнаба, която се омъжва за Пиетро Антонио Бучино. Двамата имат 14 деца, много от които умират в ранна възраст. От синовете само Джузепе Мария (* 1794) има деца, от които сегашен потомък е Бучино Грималди. От дъщерите Мария Луиза Бучино Грималди се омъжва първо за Доменико Капеселатро от херцозите на Мороне и второ за маркиз Акиле Патерно, Аурора Бучино Грималди се омъжва за Никола Бевере, Анджелика Бучино Грималди – за благородния Дженаро де Монако, а Каролина Бучино Грималди, вече вдовица на Луиджи Пинто, – за маркиз дели Уберти.
Палмериндо, Джузепе и Филомена са деца на благородника Дженаро де Монако и Анджелика. От Палмериндо и съпругата му маркиза Наталия Анселми е родена, между другото, Емилия, омъжена за благородника Микеле Ландолфи, чиято дъщеря Мария Ландолфи се омъжва за професор Марко Модика де Мохак.
Фамилията Грималди от Джераче ди Калабрия също принадлежи към калабрийския клон. Батиста Грималди е наследен от Джироламо, принц на Джераче, основател на Читанова, на 12 август 1618 г.

### Клон Грималди-Ган
Пръв представител на този клон е Гаспар I, по-малък брат на Ламбер I, сеньор на Ган. Неговият единствен син Никола (†1515) е наследен последователно от своя син Гаспар II (†1578) и внука си Рене († 1594). Рене-Грималди-Ган е баща на Оноре I (†1618), получил във владение сеньорията Гурбон. Синът на Оноре I, Жан-Анри († 1646). е издигнат в маркиз на Гурбон, а внукът му, Оноре II († 1677) – в маркиз на Ган. Маркиз Шарл († 1708), син на Оноре II, оставя земите си на своя син Оноре III. Последни представители на тази линия са : Оноре IV († 1743) и синът му Луи-Камий.

## Господари на Монако (1297 – 1612)
- 1297 – 1301 Рение I (1267 – 1314) постъпва като наемник на френска служба и получава през 1304 г. от крал Филип IV Хубави, званието „адмирал на Франция“. Има двама синове: Шарл I и Антоан. От 1301 до 1331 г. Монако и неговите околности са под генуезка окупация.
- 1331 – 1357 Шарл I 1314 – 1357), първородният син на Рение I, се сражава на френска страна срещу англичаните в битката при Креси (1346) по време на Стогодишната война. Загива при обсадата на Монако от генуезките войски, предвождани от дожа Симоне Боканегра. След неговата гибел градът попада отново за кратко време под властта на Генуа.
- 1357 – 1407 Рение II (†1407), син на Шарл I, съумява бързо да върне загубеното и увеличава владенията си с градовете Мантон и Рокбрюн. Сключва брак с Мария дел Карето и с Изабела Азинари. Негови наследници са тримата му синове Амброаз († 1433), Антоан († пр. 1424) и Жан I.
- 1407 – 1454 Жан I. След смъртта на по-големите си братя Жан I (1382 – 1454) остава единствен господар на Монако. Независимостта на земите му е застрашена от миланския херцог Джан Галеацо Висконти, който успява да го плени и отведе в своята столица Милано. Помелина Фрегозо, съпругата на Жан I, застава начело на отбраната и благодарение на нейната смелост завоевателите са отблъснати.
- 1454 – 1457 Каталан (1415 – 1457), син на Жан I, управлява Монако само три години. По негово време укрепва традиционният съюз с Франция. Негова съпруга е Бианка дела Карето. Той дава единствената си дъщеря Клодин (†1515) на своя братовчед Ламбер I и го прави свой наследник.
- 1457 – 1494 Ламбер I (1420 – 1494), праправнук на Рение I, произхожда от младшата линия на рода Грималди. Тя е основана от Антоан, втори син на Рение I, който е баща на Люк и Марк, починал без брак. Син на Люк Грималди е Никола (†1452), сеньор на Антиб и баща на Ламбер I и Гаспар I, основал клона Грималди-Ган. Ламбер I се отличава с качествата си на дипломат и е назначен за съветник и шамбелан на френския крал Шарл VIII. Негови синове са Жан II, Люсиен I и Огюстен, епископ на Грас.
- 1494 – 1505 Жан II (1468 – 1505) продължава бащината си политика на сближаване с Франция. Женен е за Антония, извънбрачна дъщеря на савойския херцог Филипо II. Той е убит от брат си Люсиен I през 1505 г.
- 1505 – 1523 Люсиен I (1481 – 1523), втори син на Ламбер I, се провъзгласява за владетел на Монако, но и той на свой ред загива през 1523 г. от ръката на племенника си Бартоломео Дория.
- 1523 – 1532 Огюстен (†1532), трети син на Ламбер I, наследява престола на Монако след смъртта на брат си Люсиен I. За да предпази Монако от агресивните намерения на генуезците, той приема през 1525 г. сюзеренитета на Испания. Активен привърженик е на политиката на германския император Карл V. Епископ Огюстен определя за свой приемник си Оноре I.
- 1532 – 1581 Оноре I (1522 – 1581), син на Люсиен I, поддържа мирни отношения със своите съседи и по негово време Монако се радва на спокойствие и ред. Застава на страната на Испания във войната ѝ срещу османските турци и участва в морската битка при Лепанто (1571). Оноре I има четирима синове: Шарл II; Франсоа (†1581); Еркюл I и Орас (†1620).
- 1581 – 1589 Шарл II (1555 – 1589), син на Оноре I.
- 1589 – 1604 Еркюл I (1562 – 1604), трети син на Оноре I, е женен за Мария Ланди. Става жертва на заговорници и короната преминава у неговия син Оноре II.[25]

## Принцове на Монако (от 1612)
- 1604 – 1662 Оноре II (1597 – 1662), син на Еркюл I, се жени за Иполита Тривулцио. Той е първият от владетелите на Монако, който получава титлата „принц“ през 1612 г. Високообразован и с широка култура, той е известен меценат и по негово време княжеството процъфтява. Оноре II променя насоката на външната политика и слага край на испанския протекторат. С договора от Перон (1641) принцът признава за свой сюзерен френския крал Луи XIII. По този начин губи властта над областта Кампания в Южна Италия, дадена от испанските владетели в апанаж на неговите баща и чичо. Като компенсация получава от френския крал земи в страната му и е удостоен с честта да стане кръстник на престолонаследника, бъдещия Луи XIV. Оноре II загива при нещастен случай.
- 1662 – 1701 Луи I (1642 – 1701), внук на Оноре II, е син на рано починалия принц Еркюл Грималди дьо Бо (1623 – 1651) и на Аурелия, дъщеря на Лука Спинола, сеньор на Молфета. Новият принц има три сестри: Жана-Мария, омъжена за Карло Емануеле, маркиз на Пианеца и Ливорно; Мария-Тереза, съпруга на Сиджизмондо IV д’Есте, маркиз на Сан Мартино; Мария Иполита, сключила два последователни брака: с Андреа Империали, принц на Франкавила, и с Ампроджо Дория. Луи I полага грижи за разцвета на княжеството и внася ред в неговото законодателство, като издава сборник закони, отличаващи се с либералния си дух. По време на Войната за испанското наследство френският крал Луи XIV го назначава за свой посланик при Светия престол. Принцът умира в Рим през 1701 г. Неговата съпруга Катрин-Шарлот дьо Грамон ражда три деца: Антоан I, следващия принц на Монако, Оноре (1669 – 1748) и Анна Иполита, омъжена за Жан-Шарл дьо Крюсол, херцог д’Юзес.
- 1701 – 1731 Антоан I (1661 – 1731), син на Луи I, постъпва на служба във френската армия и си спечелва слава в сраженията по време на Мойната за испанското наследство. Подобно на своите предшественици Антоан I покровителства хората на изкуството и сам е забележителен музикант. Принцът сключва брак с Мария, дъщеря на граф Луи дьо Аркур-Арманяк, а след смъртта ѝ се жени за Мари дьо Лорен, дъщеря на лотарингския херцог Шарл IV Теодор. По-голямата му дъщеря и наследница Луиза-Иполита се омъжва за Жак дьо Гойон-Матиньон, граф дьо Торини, а по-малката, Маргарита – за принц Лудвиг фон Изенхайм.
- 1731 Луиза-Иполита (1697 – 1731), дъщеря на Антоан I, е майка на Оноре III, граф Шарл-Мария-Август дьо Матиньон (1722 – 1749), граф Франсоа-Шарл дьо Торини (1726 – 1743) и граф Шарл-Морис дьо Валантиноа (1727 – 1798), който няма деца от брака си с Луиза дьо Рувроа, херцогиня на Сен-Симон. След преждевременната смърт на Луиза-Иполита нейният съпруг е провъзгласен за владетел на Монако под името Жак I и приема фамилното име Грималди.
- 1731 – 1733 Жак I (1689 – 1751), съпруг на Луиза-Иполита, абдикира през 1733 г. в полза на сина си Оноре III.
- 1733 – 1793 Оноре III (1720 – 1795), син на Жак I и Луиза-Иполита. Той прави забележителна военна кариера във Франция, а княжеството му преживява продължителен период на мир и стопански разцвет. Избухването на Великата френска революция обаче слага край на спокойния живот в страната. През 1793 г. независимостта на Монако е ликвидирана и територията му е включена в границите на Френската република. Оноре III умира в Париж през 1795 г. Негова съпруга от 1757 г. е Мария-Катерина (1737 – 1813), дъщеря на генуезкия дож Жан дьо Бриньол, която приживе го напуска през 1770 г., за да се омъжи за принц Луи-Жозеф дьо Конде. От нея владетелят има двама синове: Оноре IV, бъдещия принц на Монако, и Жозеф-Мария-Жером-Оноре (1763 – 1816). Принц Жозеф сключва брак (1782) с Тереза дьо Шоазьол (1767 – 1794), дъщеря на граф Жак-Филип дьо Стенвил. От този брак се раждат две дъщери: Онорина (1784 – 1879), омъжена (1803) за маркиз Рьоне дьо Ла-Тур-дю-Пен (1779 – 1832), и Атенаис (1786 – 1860), омъжена (1804) за Луи Льо-Телие, маркиз дьо Лувоа.[26]
- 1814 – 1819 Оноре IV (1758 – 1819). След абдикацията на френския император Наполеон I независимостта на Монако е възстановена чрез Парижкия договор. За владетел на княжеството е провъзгласен Оноре IV, единствен син на Оноре III. Виенският конгрес (1815) обаче поставя княжеството под суверенитета на Кралство Сардиния. Оноре IV се жени (1777) за Луиз д’Умо (1759 – 1826), херцогиня на Монпансие, но бракът му завършва с развод през 1798 г. Има двама синове: Оноре V и Флорестан I.[26]
- 1819 – 1841 Оноре V (1778 – 1841). На млади години Оноре V признава властта на император Наполеон I и е приближен на съпругата му Жозефин дьо Боарне. Удостоен е с титлата „барон на империята“. По време на Реставрацията френският крал Луи XVIII го провъзгласява за пер на Франция. Оноре V умира неженен.
- 1841 – 1856 Флорестан I (1785 – 1856) наследява брат си Оноре V. Февруарската революция във Франция засяга и Монако, чийто владетел е прогонен от страната. През 1849 г. властта му е възстановена, а на сардинския протекторат над княжеството е сложен край. В края на живота му неговите подвластни градове Мантон и Рокбрюн се провъзгласяват за самостоятелни републики (1856). Флорестан I се жени (1816) за Каролин Жибер дьо Ламе (1793 – 1878), която е майка на неговия наследник Шарл III и на Флорестина-Габриела-Антоанета (1833 – 1897), омъжена (1863) за Вилхелм фон Урах, граф на Вюртемберг.[26]
- 1856 – 1889 Шарл III (1818 – 1889). Новият владетел слага край на възникналата в държавата криза, като предава през 1861 г. разбунтувалите се градове на френския император Наполеон III. Франция се налага като покровител на Монако, сключва с княжеството митнически съюз и му налага своята валута. Започва период на просперитет на държавата и превръщането ѝ в един от най-значителните туристически центрове в Средиземноморието. През 1863 г. с разрешението на принца отваря врати прочутото казино в Монте Карло, носещо огромни приходи и до днес. Шарл III се жени през 1846 г. за Антоанета дьо Мерод (1828 – 1864), дъщеря на граф Вернер дьо Мерод-Вестерлоо, която му ражда само един син, престолонаследникът Албер I.[26]
- 1889 – 1922 Албер I (1848 – 1922). Той въвежда конституционно управление, демократизира институциите в страната и насърчава културния ивот. Самият принц е известен учен, посвещава се на изследването на морето и оставя редица трудове по океанография и естествени науки. Той е инициатор за създаването на прочутия Океанографски музей Монако, открит през 1910 г. През 1869 г. Албер I се жени за Мария-Виктория Дъглас-Хамилтън (1850 – 1922), с която се развежда през 1880 г. През 1889 г. се жени повторно за Алис Хайне (1858 – 1925), дъщеря на херцог Арман дьо Ришельо, с която също се развежда през 1902 г. От първата си съпруга има само един син, престолонаследникът Луи II.[26]
- 1922 – 1949 Луи II (1870 – 1949). По време на Първата световна война (1914 – 1918) Луи II е доброволец във френската армия и получава генералски чин. През Втората световна война (1939 – 1945) на територията на княжеството се настаняват германски и италиански окупационни войски. Луи II няма законни наследници от съпругата си (от 1946) Жислен-Мари-Франсоаз Доманже (1900 – 1991). от извънбрачната си връзка с Мари-Жулиет Луве той има дъщеря Шарлота-Луиза-Жулиета (1898 – 1977), която узаконява през 1919 г. и прави своя наследница. Тя сключва брак (1920) с граф Пиер дьо Полиняк (1895 – 1964), херцог на Вермандоа, удостоен с титлата „принц“. През 1933 г. Шарлота се развежда с граф дьо Полиняк, затова след смъртта на Луи II престола получава нейният син Рение III. Сестра му Антоанета-Луиза-Албертина-Сюзана (1920 – 2011) има три брака: 1951 г. (развод 1954) с Алеко Ногес; 1961 (развод 1973) с Хуан Рей (1914 – 1994); 1983 с Джон Гилпин (1930 – 1983).[26]
- 1949 – 2005 Рение III (1923 – 2005). Принц Рение III се жени през 1956 г. за известната американска актриса Грейс Кели (1929 – 1982), която загива при автомобилна катастрофа през 1982 г. Рение III има три деца: Каролина-Луиза-Маргарита (род. 1957), престолонаследника Албер II (род. 1958), маркиз на Бо, и Стефани-Мария-Елизабет (род. 1965). Принцеса Каролина-Луиза-Маргарита се омъжва (1978) за французина Филип Жюно (род. 1940), но се развежда с него след двугодишен брак. Неин втори съпруг (от 1983) е италианецът Стефано Казираги (1960 – 1990), загинал трагично по време на регата през 1990 г. Той е баща на три от децата ѝ: Андреа Казираги (род. 1984), Шарлот Казираги (род. 1986) и Пиер Казираги (род. 1987). Трети брак принцесата сключва през 1999 г. с принц Ернст Август фон Хановер (род. 1954), от когото има дъщеря Александра (род. 1999). Принцеса Стефани-Мария-Елизабет се омъжва официално през 1995 г. за французина Даниел Дюкрюе, развежда се с него на следващата година, но въпреки това продължава да живеят заедно и има от него две деца: Луи-Робер-Пол Дюкре (род. 1992) и Полин Рейс Магай Дюкре (род. 1994). През 2003 г. принцеса Стефани се омъжва за трети път за португалския цирков акробат Адам Лопес Перес. Освен това тя има и извънбрачна връзка с Жан-Раймон Готлиб, от когото има дъщеря Камий Мари Готлиб (род. 1998).[25][27]
- от 2005 Албер II (род. 1958). Принц Албер II се жени през 2011 г. за професионалната плувкиня Шарлен Линет Уитсток (род. 1978), която през 2014 г. ражжда близнаците Жак, бъдещия престолонаследник и Габриела, графиня Карладес. Преди това принцът има извънбрачни връзки с Тамара Ротоло (от 1991) и със стюардесата Никол Кост (от 1997), като от първата има дъщеря Жасмин Грейс Ротоло (род. 1992), а от втората – син Ерик Александър Кост (род. 2003).[27]